# The Chosen Ones
The Chosen Ones — сборник песен финской пауэр-метал-группы Stratovarius, выпущенный компанией Noise Records в 1999 году, после того, как Stratovarius сменили лейбл и подписали контракт с Nuclear Blast.

## Список композиций
Вся музыка — Толкки. Все тексты — Котипелто/Толкки.
1. «Black Diamond» — 5:41
2. «Twilight Time» — 5:52
3. «Father Time» — 5:05
4. «The Hands of Time» — 5:37
5. «Dream With Me» — 5:14
6. «Paradise» — 4:28
7. «Out of the Shadows» — 4:11
8. «Forever» — 3:09
9. «Full Moon» — 4:33
10. «Kiss of Judas» — 5:50
11. «S.O.S.» — 4:19
12. «Dreamspace» — 6:00
13. «Against the Wind» — 3:49
14. «Speed of Light» — 3:08
15. «4000 Rainy Nights» — 5:51
16. «Will the Sun Rise?» — 5:06

## Участники записи
- Тимо Котипелто — вокал
- Тимо Толкки — гитара
- Яри Кайнулайнен — бас-гитара
- Йенс Юханссон — клавишные
- Йорг Михаэль — барабаны